# 熊本东警察署
熊本東警察署是日本熊本县警察轄下的一个警察署。管辖範圍維熊本市的東部地區，同時負責位於益城町、菊陽町、大津町交界處的熊本機場的警務。
警察署本部設於熊本縣熊本市東町3丁目11番地48號。

## 交番、駐在所
- 健軍交番（位於熊本市新生）
- 江津交番（位於熊本市江津）
- 保田窪交番（位於熊本市帶山）
- 水前寺公園交番（位於熊本市出水）
- 東水前寺交番（位於熊本市水前寺）
- 託麻交番（位於熊本市戸島西）
- 新外交番（位於熊本市新外）
- 空港警備派出所（位於上益城郡益城町小谷）